# Aloe collina
Aloe collina ist eine Pflanzenart der Gattung der Aloen in der Unterfamilie der Affodillgewächse (Asphodeloideae). Das Artepitheton collina stammt aus dem Lateinischen, bedeutet ‚Hügel‘ und verweist auf das bevorzugte hügelige Habitat der Art.

## Beschreibung

### Vegetative Merkmale
Aloe collina wächst stammlos und einzeln. Die eiförmig-lanzettlichen Laubblätter bilden dichte Rosetten. Die Blattspreite ist bis etwa 25 Zentimeter lang und 7 bis 11 Zentimeter breit. Der Teil an der Spitze stirbt bald ab. Auf der dunkelgrünen Blattoberseite befinden sich auffällige, verlängerte, weißliche Flecken, die in Querbändern angeordnet sind. Die hellgrüne Unterseite ist in der Regel nicht gefleckt. Die stechenden, rötlich braunen Zähne am Blattrand sind etwa 6 Millimeter lang und stehen 1 bis 1,5 Millimeter voneinander entfernt. Der Blattsaft ist trocken purpurbraun.

### Blütenstände und Blüten
Der Blütenstand besteht aus drei bis sieben Zweigen und erreicht eine Länge von bis zu 75 Zentimeter. Die sehr dichten, kopfig-ebensträußigen Trauben sind 3 bis 4 Zentimeter lang und etwa 10 bis 12 Zentimeter breit. Die lanzettlich spitz zulaufenden Brakteen weisen eine Länge von 15 bis 20 Millimeter auf und sind etwa 10 bis 12 Millimeter breit. Die leuchtend orangeroten Blüten stehen an 30 bis 40 Millimeter langen Blütenstielen. Die Blüten sind 35 bis 40 Millimeter lang. Auf Höhe des Fruchtknotens weisen die Blüten einen Durchmesser von etwa 9 Millimeter auf. Darüber sind sie abrupt verengt und schließlich zur Mündung leicht erweitert. Ihre äußeren Perigonblätter sind auf einer Länge von 27 bis 30 Millimetern nicht miteinander verwachsen. Die Staubblätter und der Griffel ragen etwa 2 Millimeter aus der Blüte heraus.

## Systematik und Verbreitung
Aloe collina ist im Osten von Simbabwe auf felsigen Hängen von Hügeln, häufig im Schutz von Sträuchern, in Höhen von 1980 bis 2200 Metern verbreitet.
Die Erstbeschreibung durch Susan Carter wurde 1996 veröffentlicht.

## Nachweise